# Gastrodia tuberculata
Gastrodia tuberculata es una especie de orquídea de hábito terrestre. Es originaria de China. 

## Distribución y hábitat
Es endémica de  Yunnan en China. Su hábitat natural son los bosques secos tropicales o subtropicales. Está tratada en peligro de extinción por pérdida de hábitat. 

## Fuente
- China Plant Specialist Group 2004.  Gastrodia tuberculata.   2006 IUCN Red List of Threatened Species.   Bajado el 21-08-07.